# 김형직군의대학
김형직군의대학(金亨稷軍醫大學)은 평양직할시 대동강구역에 위치한 조선민주주의인민공화국의 대학이다. 군의장교 양성과 의학연구를 전담하는 군교육기관을 목표로 1950년 11월에 군의학교로 발족하였다. 1984년경 현재의 교명으로 개칭되었다.
학과로는 임상의학부, 동의학부, 약학부, 구강학부 등의 학부가 설치되어있다.
병리학, 해부학 등의 기본과목과 부문별 전공 과정을 이수하는 군의관 양성 과정으로 5년제로, 과정을 졸업한 자는 소위로 임관한다.